# Молкверюм
Молкверюм (нидерл. Molkwerum, з.-фриз. Molkwar) — село в общине Юго-Западная Фрисландия провинции Фрисландия на севере Нидерландов. Он расположен к северу от Варнса, к северо-востоку от Ставерена, к югу от Хинделопена и к юго-западу от Каудюма. Население Молкверюма составляло 360 жителей на 2020 год.

## История
Деревня впервые упоминается в 1320 году как Молкеманнахюзен (Molkemannahusen). В 1398 году он был внесен в реестр как Молкенхюзен (Molkenhuzen).
В 1400 году было упомянуто, что йонкер Валравен ван Бредероде со многими солдатами из Ставерена, который тогда находился под контролем голландцев, выступили против фризов, укрывшихся в укреплении Молкенхейса недалеко от Ставерена, который теперь называется Молквере (Molcwere).
В 1412 году топоним упоминается как Молкверюм, в 1421 году как Молкенвер и Молквер, в 1505 году как Молкверум и в 1664 году как Молкеррен. Оригинальное название места указывает на то, что это были поселения (дома) Мольке, Молле или Мелле. Также есть версия, что ранее здесь держали дойных коров, и здесь было место, где их доили.
В XVI и XVII веках Молкверюм был важным рыбацким городком с собственным шлюзом и морским портом на Зёйдерзе. В этот период расцвета у Молкверюма был собственный офис в Амстердаме, который представлял деревню.
В Молкверюме говорили на диалекте, который вместе с диалектом Хинделопена считался «настоящим» фризским. Оба диалекта имели характерные черты древнефризского языка. Есть описания иностранцев, в том числе Козимо III Медичи, которые ездили в Хинделопен и Молкверюм, среди прочего, чтобы послушать язык и увидеть впечатляющие костюмы.
Во второй половине XVIII века и в течение XIX века население сократилось. Многие уникальные дома были снесены, а канавы засыпаны, но несистематическая планировка деревни всё ещё заметна. Молкверюм раньше называли «фризским лабиринтом» из-за хаотичного расположения домов. Кроме того, Молкверюм славился своей торговлей мясом лебедя, которое изображено на гербе деревни — белом лебеде.
Поселок построен на восьми участках, разделённых водой. Жители села поддерживали сообщение между островами с помощью мостов и досок. Из-за множества каналов и 27 мостов в деревне Молкверюм позже стали называть «Северной Венецией».
До муниципальной реорганизации в 1984 году Молкверюм входил в состав муниципалитета Хемелюмер Олдеферд. В том же году большая часть этого муниципалитета с городами Хинделопен, Ставерен и Воркюм была включена в новый муниципалитет Нейефюрд. С 1 января 2011 года Молкверюм был передан в состав муниципалитета Юго-Западная Фрисландия.